# ウィリアム・シャーマン
ウィリアム・テカムセ・シャーマン（William Tecumseh Sherman, 1820年2月8日 - 1891年2月14日）は、アメリカ合衆国の軍人。ミドルネームの Tecumseh は、19世紀初頭にアメリカ合衆国と戦ったショーニー族の酋長テカムセにちなんだもの。
南北戦争において、焦土作戦をアメリカ南部で展開。近代戦略の実行者、または近代戦の創始者、最初の近代将軍などと評価される。彼の行ったジョージア州アトランタを焼き払った後の「海への進軍」、およびサバナよりの北上作戦により、南部経済は壊滅し、南北戦争の終結を早めたとされる。
作家、戦略論家としても知られ、数多くの本を出版し、アメリカ軍の戦略論の研究のために士官のための上級学校である現在のアメリカ陸軍指揮幕僚大学(Command and General Staff College)の元になる学校を築くなど、近代戦略論史に多大な影響をもたらした。
弟は独禁法（反トラスト法）発案者で有名なジョン・シャーマン連邦上院議員。

## 前半生
1820年2月8日にオハイオ州ランカスターで生まれる。9歳の時に判事であった父親が死亡。近所に住む家族の友人でもあった当時のオハイオ州選出のアメリカ合衆国上院議員、後に内務長官に就任したトマス・ユーイングの家に引き取られる。この際にウィリアムの名前を与えられた。
16歳の時にウエストポイントに入学、1840年に6位の成績で卒業。砲兵少尉として、フロリダでの実戦を経験する。米墨戦争では、カリフォルニアで後方支援などの事務を行い大尉に昇格する。
1850年にユーイングの娘と結婚、1853年に一度軍を退役。サンフランシスコに移住し、銀行を経営する。サンフランシスコでは複数の事故に遭い、また銀行経営の失敗からストレス性の病気になった。
1856年にカリフォルニア州政府の軍の少将に就任。1857年に銀行が倒産して、カンザス州に移住する。
カンザス州では、法律家として再起を計るが失敗。1859年にルイジアナ州に移り、後にルイジアナ州立大学となる新たに設立された州立軍学校で学長となり教鞭を取る。このため、シャーマン将軍はルイジアナ州立大学の初代学長とされる。
1861年に南部が独立を宣言すると、シャーマンはルイジアナ州のバトンルージュにある連邦軍施設の接収を知事に命じられるが、拒否して学長の地位を退任する。この際に南部の敗戦を的確に予測していたとされる。退任後数ヶ月のみ、鉄道会社の経営に携わるが、すぐワシントンD.C.に呼び戻された。

## 南北戦争での軍務
ウエストポイント時代の友人の多くが南部の将軍に就任したが、シャーマンは北軍の第13歩兵連隊の指揮官大佐に1861年5月14日に就任。同年7月21日の第一次ブルランの戦いでは、北部軍総崩れの中、軽傷を負いながらも善戦。リンカーン大統領は、シャーマンを准将に昇格させ、ケンタッキーカンバーランド戦線（ケンタッキーからテネシーにかけてのカンバーランド川沿い）の司令官とする。
ケンタッキーでのシャーマンは、過労とストレスで一時期精神に異常を来たし、オハイオ州の実家での静養を余儀なくされるが、1862年4月6日から7日にかけてのシャイローの戦いではグラント配下の師団司令官として善戦。負傷しつつも師団を指揮し、北部軍の敗走の被害を抑えた。この功績で同年5月1日には少将に昇格する。
1863年頃までに、グラントとの間に深い信頼関係を築く。ストレスに弱く、精神的に不安定であったとされるシャーマンと、アルコール依存症であったグラントは、精神的に低調であった際に互いにサポートしあったとされる。1863年7月のビックスバーグの攻略、同年12月の第三次チャタヌーガの戦いの功績は二人で分け合っている。
1864年にリンカーンがグラントをワシントンに呼び戻しアパラチア以東の総司令官および北部軍の総司令官に任命すると、シャーマンは西の総司令官に昇格する。
同年ジョージア州アトランタを攻略（この戦いは小説『風と共に去りぬ』の背景となっている）。占領後、アトランタを焼き払い、11月に「海への進軍」と呼ばれるジョージア州サバナへの進撃作戦を開始する。この作戦はジョージア州の最も肥沃な地帯を焦土と化し、また鉄道や通信などのインフラ設備はことごとく破壊された。24日後の12月21日にはサバナも陥落、綿花の輸出を行う主要な港を落とされたジョージア州は完全に北部軍の手中に落ちた。
1865年にはサバナよりバージニアを目指して北上作戦を開始。途中サウスカロライナ州を徹底的に破壊。サウスカロライナ州の州都のコロンビアは焼き払われた。同年4月にはノースカロライナ州に進撃、ロバート・E・リーの率いるバージニア軍をグラントの東方面軍と戦略的に挟撃出来る位置まで進撃すると、進退の窮まったリーはグラントに降伏、ノースカロライナ州でジョセフ・ジョンストンも降伏し、ここに南北戦争は終結した。
南北戦争後、1866年に中将、陸軍副司令官、そして、大統領となったグラントの後任として1869年に大将、アメリカ合衆国の陸軍総司令官に昇格、1883年に引退するまで14年間、その任を勤めた。

## 人物・逸話
- 残虐なイメージが付きまとうが、実は嫌戦家であり、南北戦争以前から戦争の虚しさ、悲惨さを強調した手紙、文、スピーチなどを多く残したことでも知られる。後年のスピーチで発した「War is Hell」（「戦争は地獄」）という文句[2][3] は特に有名。

- 第二次世界大戦時にアメリカ陸軍が開発したM4中戦車は英国軍からシャーマンと呼ばれ、以来この通称が定着している。

## 評価
シャーマンは南北戦争を代表する北部軍人として名を残したが、決して前線で目覚ましい活躍を見せる猛将では無く、戦術指揮官としては並の能力の持ち主だったと評価されている。戦術面で優れている猛将、勇将達は南部の方が充実しており、北部はリンカーンの政治戦略と、グラント、シャーマンの軍事戦略と、カスターなどに代表される猪突猛進型の将校との組み合わせが出来るまで苦戦を強いられた。
シャーマンは、戦略家、特に近代戦の創始者として評価されている。彼は、その時代には卓越した戦略理論であった総力戦を編み出し、実行した。ジョージア州を徹底的に破壊しながら、北部にとって戦略的に重要な町（サバナなど）や物資（収穫済み綿花など）はしっかりと確保しており、ただ無意味な破壊のみをもたらしたわけでなく、戦略的意味を計算しながら破壊進撃した。
その一方で、彼の軍人としての経歴の中には南北戦争後の悲惨なインディアン各部族の掃討戦も含まれており、彼の軍事戦略理論の正しさを証明しながらも、戦争をよりいっそう悲惨なものにした。近代戦の人種掃討作戦、一般人および一般施設への無差別攻撃など、非戦闘員を巻き込んだ戦争の形態を作った人物でもあり、嫌戦家であった軍事学者・作家としての彼の言動と対照的である。